# Lobelia pubescens
Lobelia pubescens är en klockväxtart som beskrevs av William Aiton. Lobelia pubescens ingår i släktet lobelior, och familjen klockväxter. Inga underarter finns listade i Catalogue of Life.